# Iglesia de Santa Bárbara (Écija)

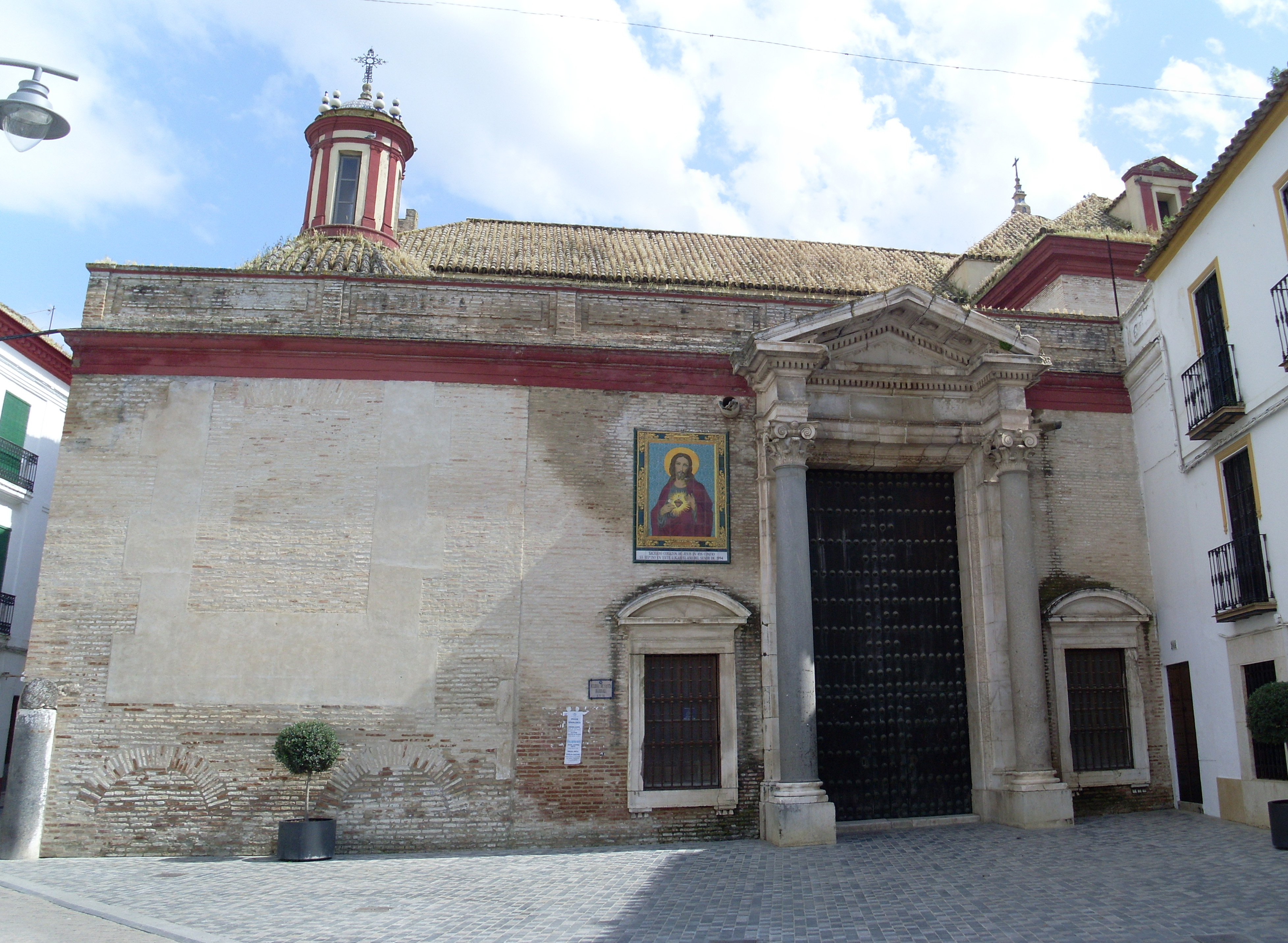
Portada de la iglesia que se abre a la plaza de España, el Salón

La Iglesia de Santa Bárbara es una iglesia católica española, que se encuentra en la ciudad sevillana de Écija. Situada en la céntrica Plaza de España conocida popularmente como el Salón. Esta Iglesia pertenece a la feligresía de la vecina Parroquia de Santa María Nuestra Señora. Es la sede canónica de la Hermandad de Jesús Sin Soga, que hace su salida cada Viernes Santo. Además, en ella recibe culto el patrón de Écija: San Pablo Apóstol.

## Historia

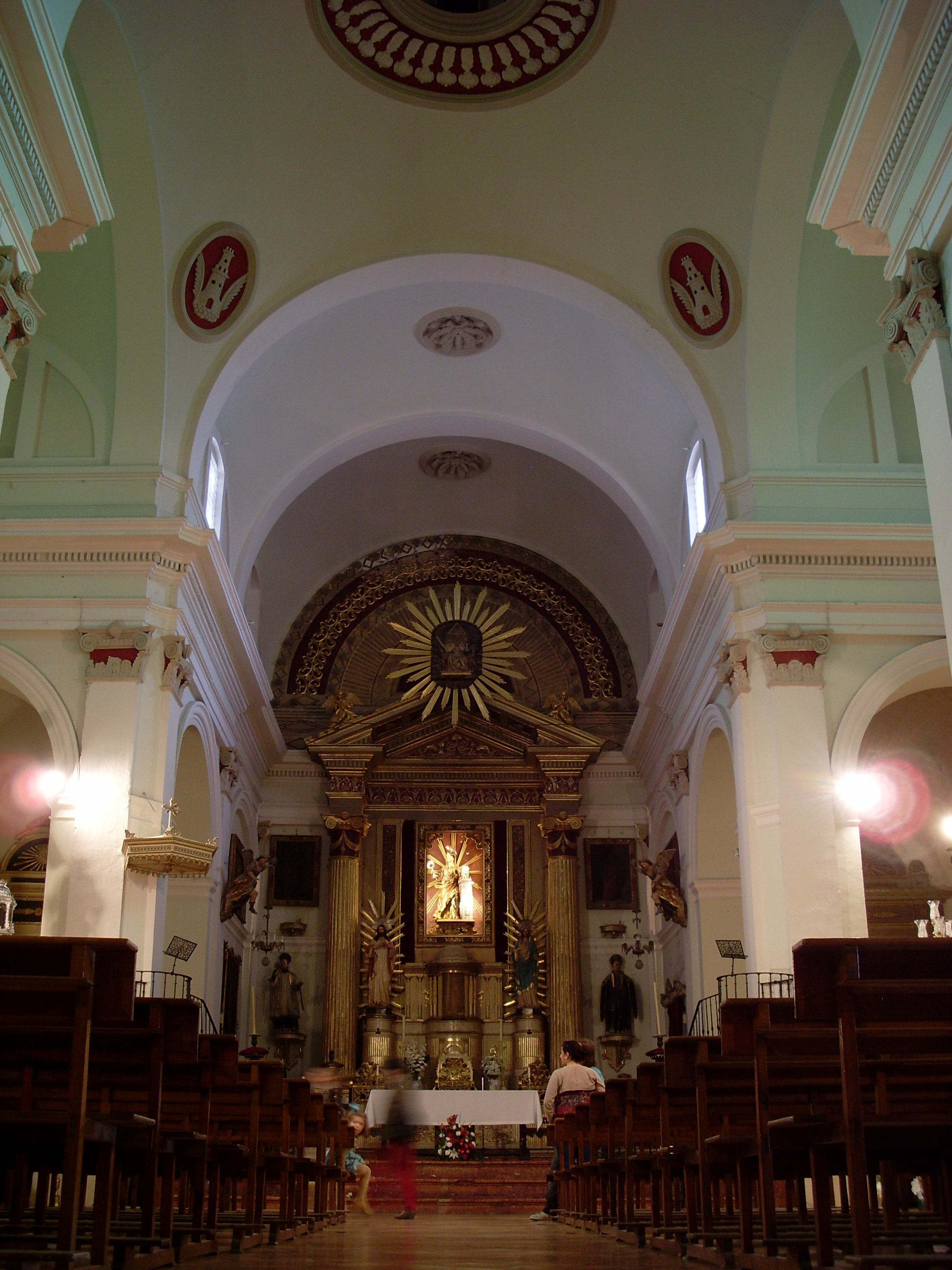
Interior de la Iglesia de Sta. Bárbara

Construida inicialmente sobre un palacio romano, se levantó la primitiva iglesia en estilo gótico-mudéjar. Su origen se remonta al Repartimiento que realizó de la ciudad Alfonso X en 1263, siendo una de las cuatro parroquias en que se dividió el trazado urbano. El conjunto se completaba con la Capilla Sacramental inaugurada en 1782 y por un patio de los naranjos. 
De esta construcción se conserva únicamente parte del patio y el fuste con un trozo del primer cuerpo de la torre, desapareciendo el resto del edificio tras el derribo efectuado en 1791, trasladándose la parroquia a la Capilla Sacramental.
Poco tiempo después de la construcción de la Capilla Sacramental, se observó que la iglesia presentaba un deplorable estado de conservación, por lo que se derribó y encargándose la realización en 1790 al arquitecto cordobés Ignacio de Tomás. La obra iniciada en 1787 se prolongaron hasta 1855, resultando un edificio de estilo neoclásico, siendo este el primer edificio de este estilo que se construye en Andalucía.
En 1995 se incendia una de las capillas de la Parroquia de Santa María, pasando a realizar las funciones de un templo parroquial.

## Descripción

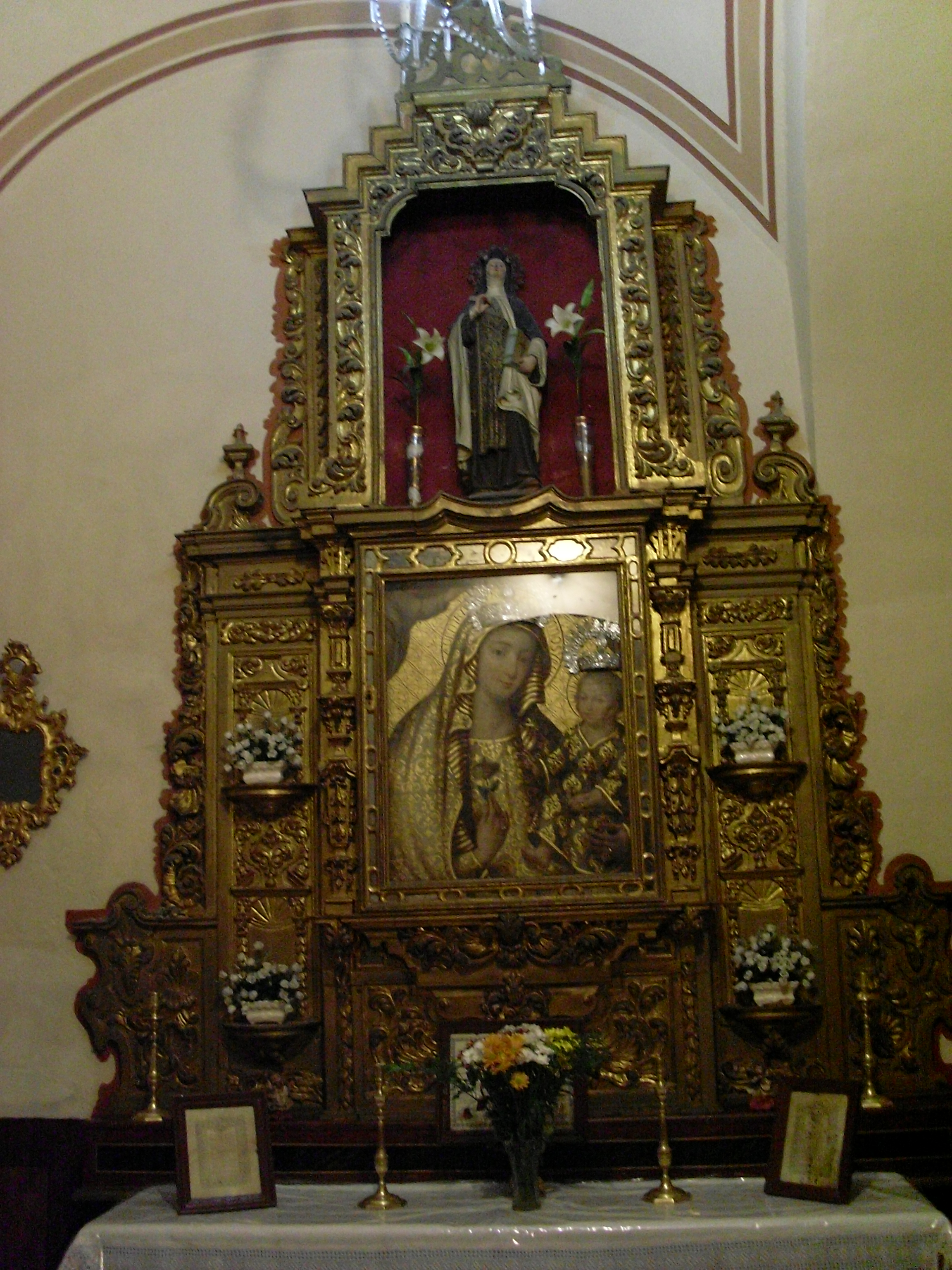
Virgen de la Antigua.

La planta es de cruz latina, de tres naves separadas por pilares y presbiterio de testero 
cuadrado. A los pies de la iglesia hay un destacable coro tallado en madera en 1762. Junto a él encontramos a un lado Nuestra Señora de Lourdes, y al otro, la imagen de la Purísima Concepción.
La nave central se cubre con bóveda de cañón, en esta nave se observa el retablo mayor del mismo estilo de la Iglesia, donde destaca una escultura de bulto redondo de Santa Bárbara, atribuida a Pedro Roldán, venerándose a ambos lados de esta los Sagrados Corazones de Jesús y María, titulares de la Hermandad de Jesús Sin Soga. 
Junto a la entrada y en la nave de la Epístola se encuentra la Capilla Bautismal, al otro lado de la puerta de entrada y en la misma nave se encuentran dos retablos neoclásicos con esculturas de San José y San Pedro. 
En la nave del Evangelio se encuentra en una hornacina la imagen sedente de la Virgen del Patrocinio, también de Pedro Roldán. Junto a ésta, está el retablo de San Miguel y una capilla dedicada a la Virgen de la Antigua. Sobre este muro y hacia la zona de la cabecera se encuentra la imagen de San Pablo, patrón de la ciudad.
La iglesia presenta dos portadas, la principal (C/Jesús Sin Soga) se sitúa a los pies de la nave central oculta tras el coro. Esta se encuentra guarnecida en un gran arcosolio flanqueado por pilastras toscanas. Actualmente no tiene uso. La portada secundaria se encuentra adosada al cuarto tramo del muro de la Epístola siendo la que se abre a la Plaza de España, componiéndose de un gran vano adintelado flanqueado por dos columnas de granito sobre pedestales con capiteles corintios, rematado por un frontón triangular. Junto a ella, se encuentra un gran azulejo dedicado al Sagrado Corazón de Jesús.

### Capilla Sacramental

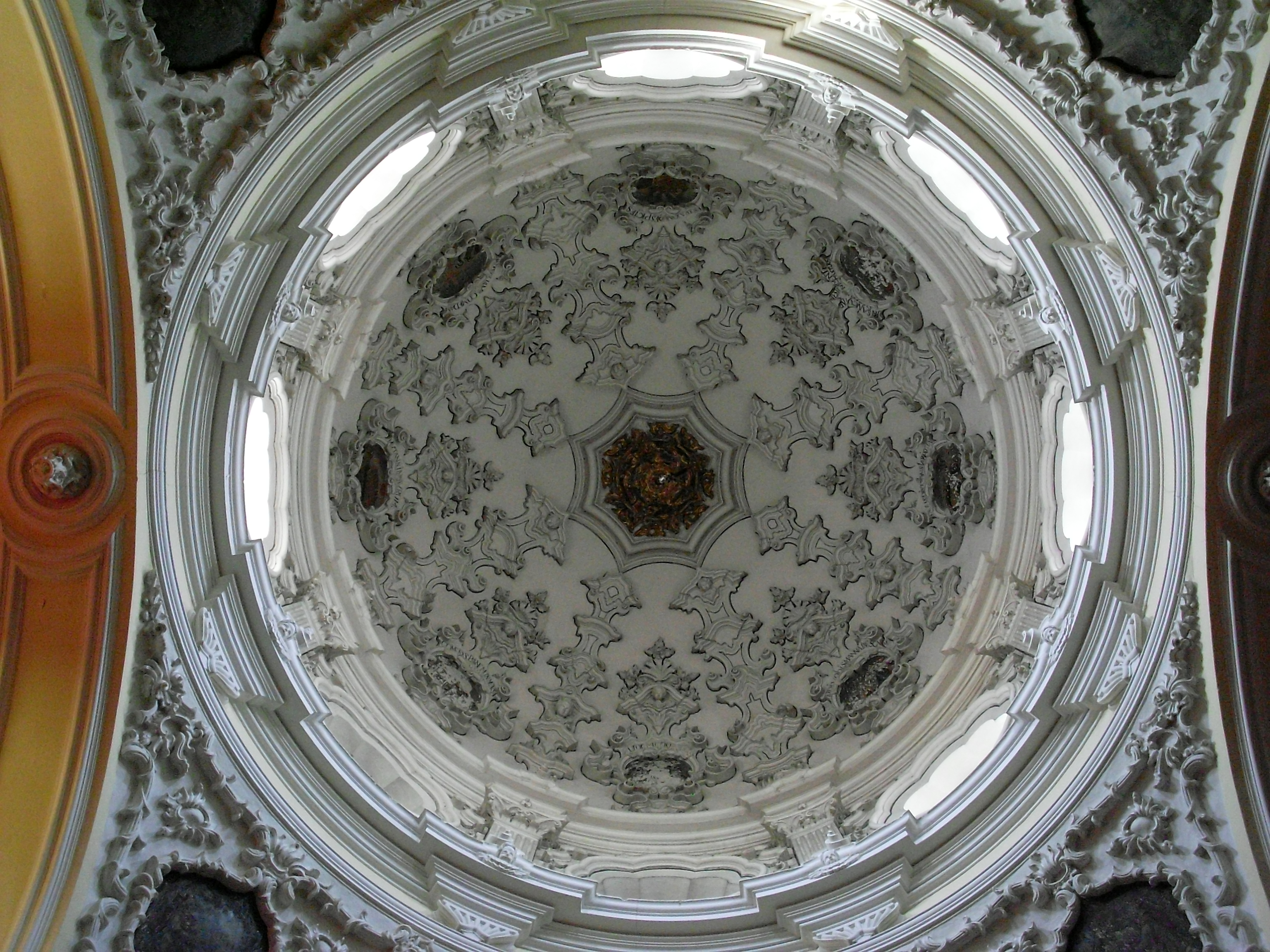
Cúpula de la Capilla Sacramental.

La Capilla Sacramental se encuentra situada en el tercer tramo del muro del Evangelio cuya dirección de las obras de la capilla corrió a cargo de Antonio de Figueroa y Ruiz. Se utilizó para su construcción parte del solar que ocupaba el patio de los naranjos, concluyéndose en 1782. 
La planta de esta capilla es de cruz latina con una nave, dividida en dos tramos, cubierta por bóveda de cañón con lunetos. En el altar que preside la capilla se encuentra la imagen de Jesús sin soga, atribuido a la gubia del insigne escultor Montes de Oca. En las capillas laterales al retablo principal encontramos Santa Ángela de la Cruz, Santa Lucía y una Inmaculada Concepción.
Junto a la entrada a la Capilla Sacramental, encontramos una pequeña capilla que acoge a Nuestra Señora de la Fe, titular de la Hermandad de Jesús Sin Soga.

### Torre
Los orígenes de la torre se remontan al siglo XV, siendo construida sobre un antiguo torreón árabe. Se encuentra a los pies de la nave del Evangelio. El fuste cuadrado, superponiéndose tres cuerpos octogonales. El primer cuerpo se componía de ocho vanos apuntados decorados con baquetones y enmarcados por sus respectivos alfizes. En el segundo cuerpo se repetía el mismo esquema compositivo que el anterior y el tercer cuerpo estaba rematado por un chapitel, rematado a su vez por una veleta. 
A consecuencia de los daños causados por un rayo en 1892, se decidió su derribo, iniciándose en 1918 y finalizando en 1929. Actualmente se conservan tres vanos del primer cuerpo de la antigua torre, que pasaría a ser utilizada como espadaña.

## Leyenda

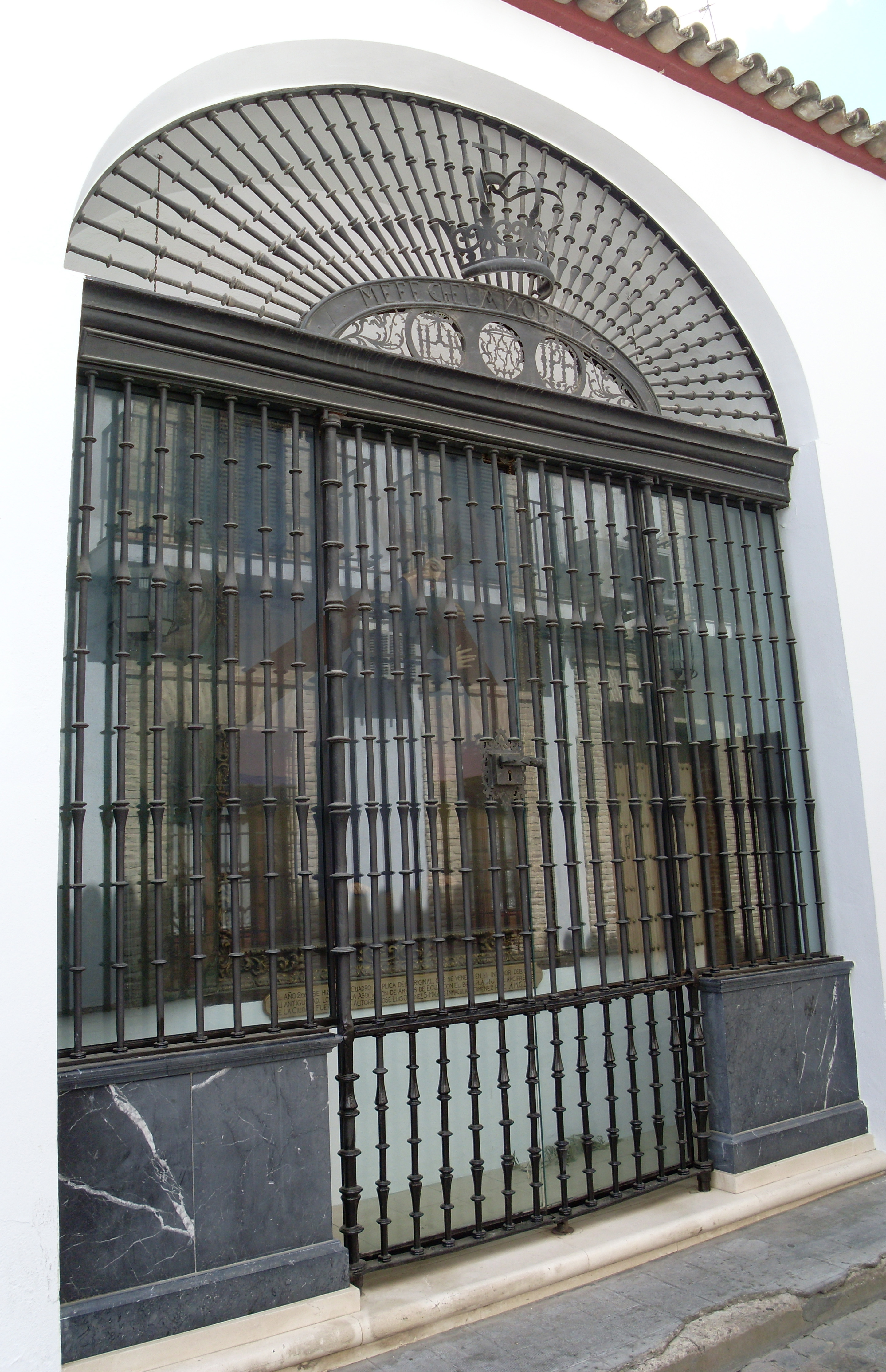
Capilla callejera de Jesús sin soga

La Leyenda de Jesús sin Soga es una de las leyendas ecijanas más conocidas en la ciudad, la cual tiene como protagonistas a un cuadro de Jesús Nazareno, que está ubicado en una capilla callejera de la calle de Jesús sin soga, que según se relata en un azulejo que hay en esta capilla y que cuenta:

A comienzos del siglo XV un zapatero llamado Maese Luís devoto del Nazareno de esta capilla, tenia dos hijos pequeños y a su mujer estaba bastante enferma. El hombre estaba dominado por el vicio del juego por lo que la familia pasaba necesidad habiendo empeñado muchos objetos en la casa del judío Samuel. Una noche en la que la mujer del zapatero agonizaba por la enfermedad, maese Luís acudió al Nazareno para suplicarle que lo amparara. El santo cristo cobró vida y entrego al hombre el cordón que ceñía su cintura convertido en oro, para socorrer a su familia. Asombrado por el prodigio, corrió para venderlo pero al pasar por la casa de juego olvidó el milagro y perdió el importe de la venta.
La leyenda asegura que Jesús Nazareno al ver la ingratitud de Maese Luís y sabiendo que no podría negarle su auxilio si otra vez se lo pidiese, dispuso que se le borrara el cíngulo para siempre cada vez que se lo pintasen, cosa que parece ser ocurrió en dos ocasiones. Este es el motivo por el que la imagen no tiene cíngulo en su túnica y se le conoce con el nombre de Jesús Sin Soga.

El cuadro al que hace referencia esta leyenda tan ecijana, se cambió por uno nuevo en el año de 2007, para salvaguardar el original que se encontraba en malas condiciones. Hay que destacar que es de esta leyenda de donde se recoge el nombre del titular de la hermandad de Jesús sin soga que se encuentra en la Iglesia de Santa Bárbara.